# Байю-де-Вью
Байю-де-Вью (англ. Bayou De View) — река США, протекает в северо-восточном Арканзасе, пересекая части округов Вудрафф, Монро, Пойнсетт, Кросс, Крейгхед и Джэксон. Бассейн Байю-де-Вью является частью бассейнов рек Каш и Уайт-Ривер. Длина Байю-де-Вью — 134 км.
В нескольких милях от нижней части реки находится национальный заповедник «Cache River». В 2012 году Служба охраны рыб и дикой природы предложила расширить территорию заповедника на 48 км, купив землю, доступную для продажи. Территория, граничащая с рекой, имеет густую растительность в виде деревьев лиственных и хвойных пород, таких как нисса, таксодиум двурядный, гикори, сосны и других разновидностей. Этот район раньше был известен как часть «Большого леса» Арканзаса, но большая часть деревьев была вырублена для ведения сельского хозяйства ко второй половине XX века. В настоящее время существует много проектов лесовосстановления по краям реки, в том числе, проекты по увлажнению почвы и проекты по посадке лиственных пород.
В 2005 году река Байю-де-Вью и город Бринкли привлекли международное внимание из-за возможного наблюдения в окрестностях национального заповедника белоклювого дятла или белоклювого королевского дятла (Campephilus principalis), который считался вымершим с 1940-х годов. Команда исследователей ведёт поиск, чтобы достоверно подтвердить или опровергнуть наличие в парке одной из самых редких птиц в Америке.